# Annie Leibovitz

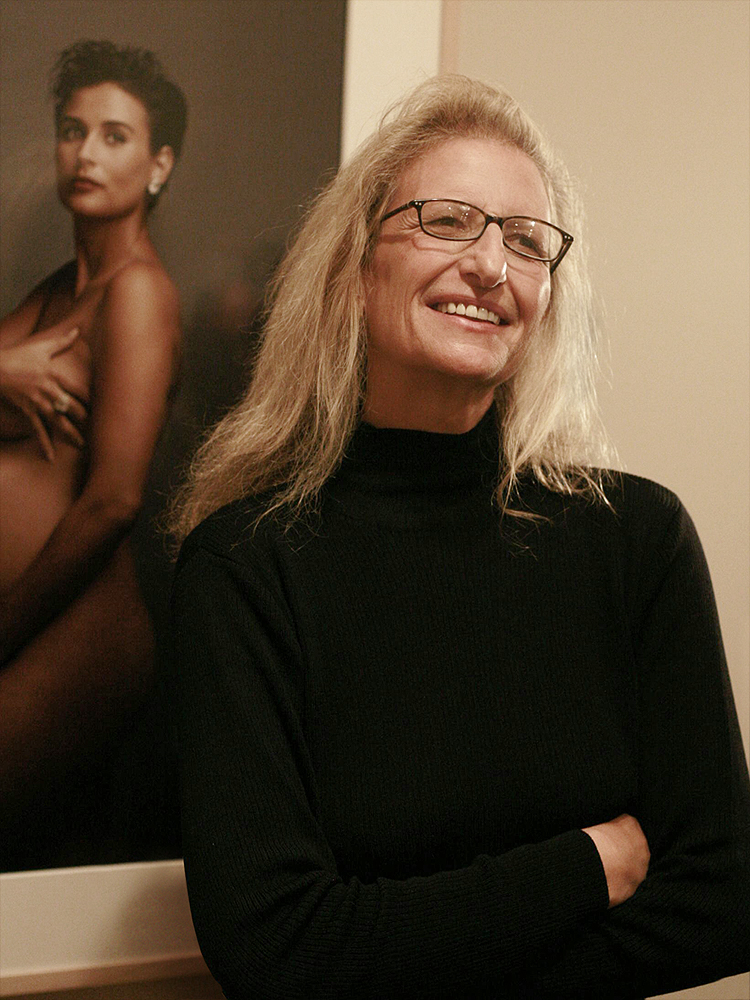
Annie Leibovitz vor ihrem Aktporträt von Demi Moore, 2008

Anna-Lou „Annie“ Leibovitz [ˈliːbəvɪts] (* 2. Oktober 1949 in Waterbury, Connecticut) ist eine US-amerikanische Fotografin. Sie zählt zu den bekanntesten und bestbezahlten Fotografen der Welt. Ihre aufwendig inszenierten Fotoporträts von vielen US-Prominenten aus Politik, Wirtschaft und Kultur machten sie selbst weltberühmt.

## Biografie

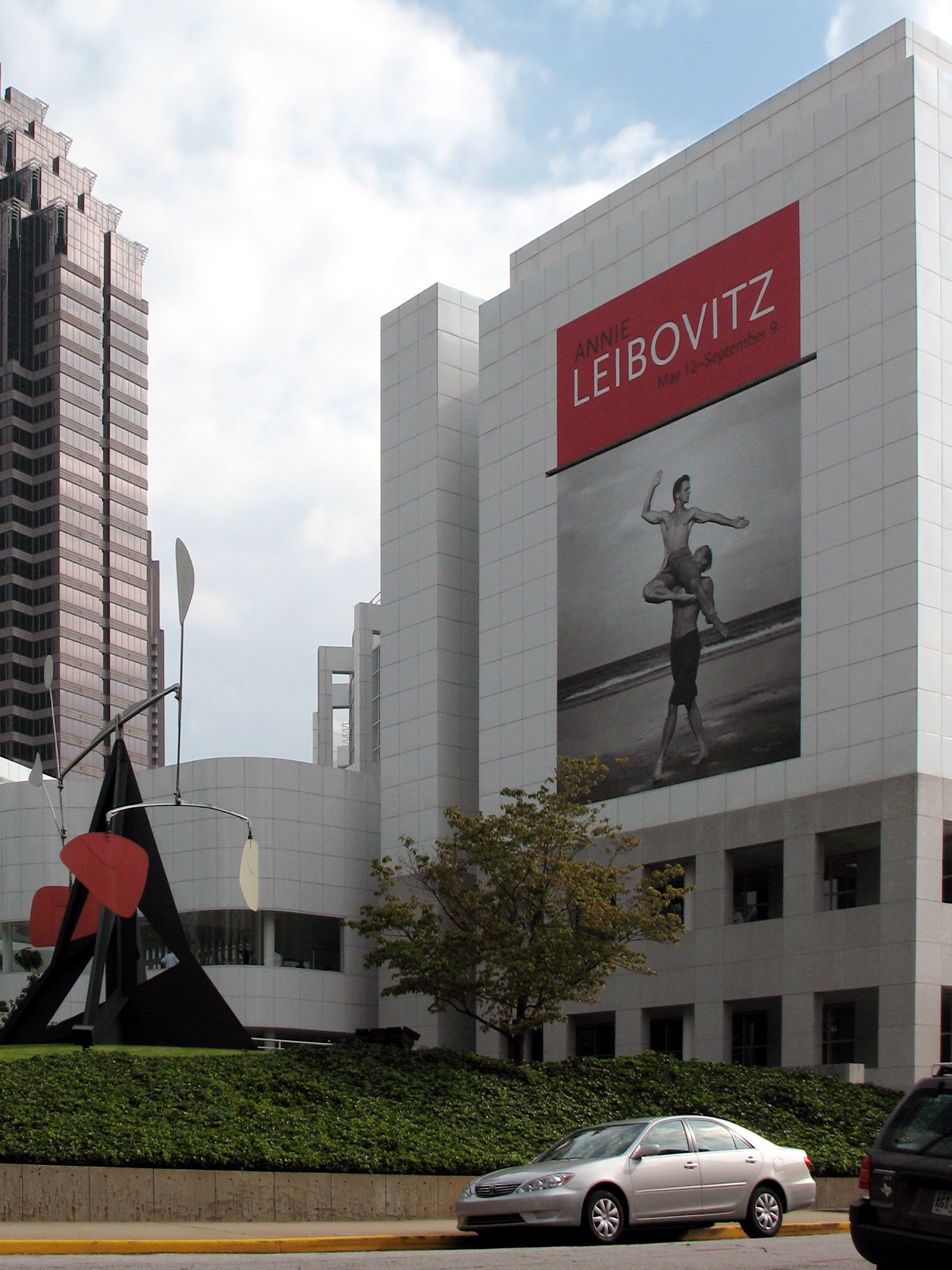
Annie Leibovitz im High Museum of Art, Atlanta, 2007

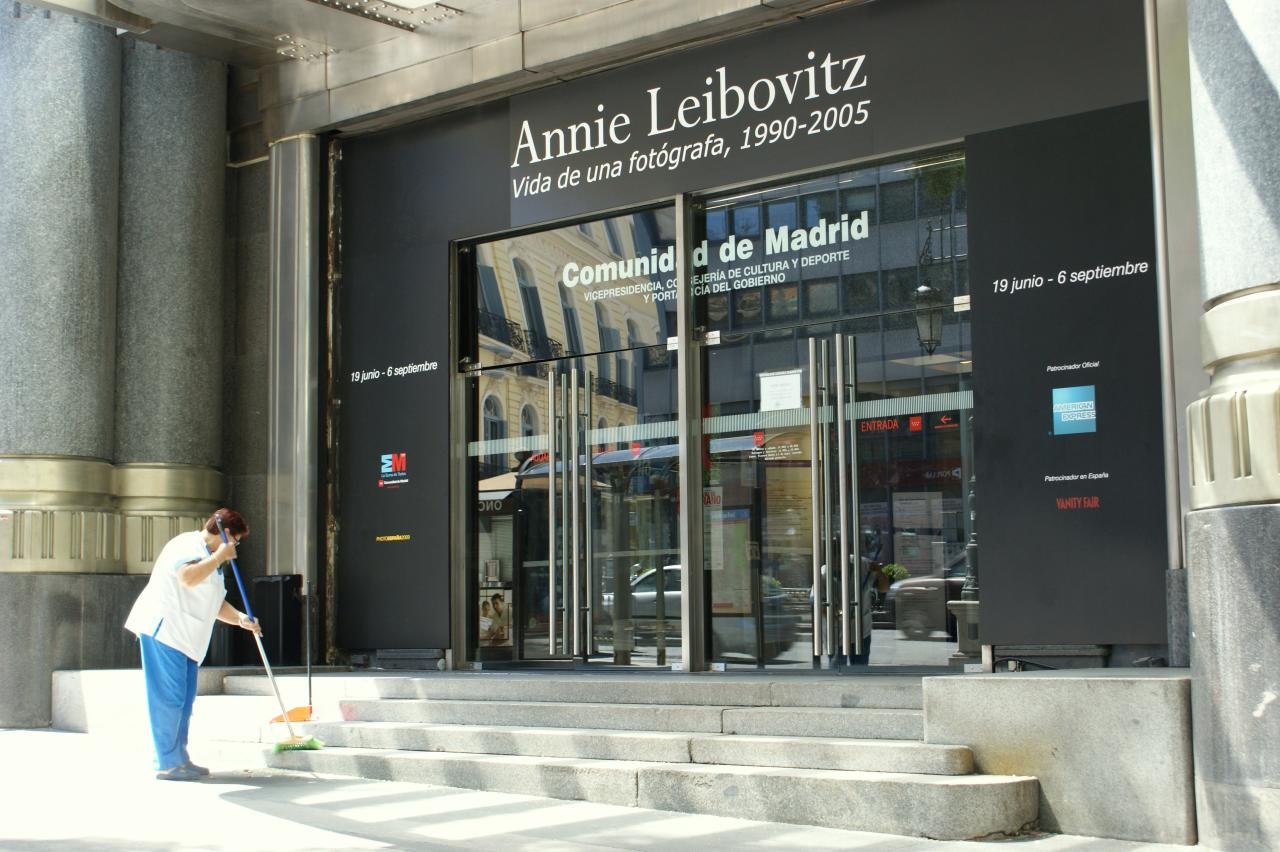
Annie Leibovitz-Schau in Madrid, 2009

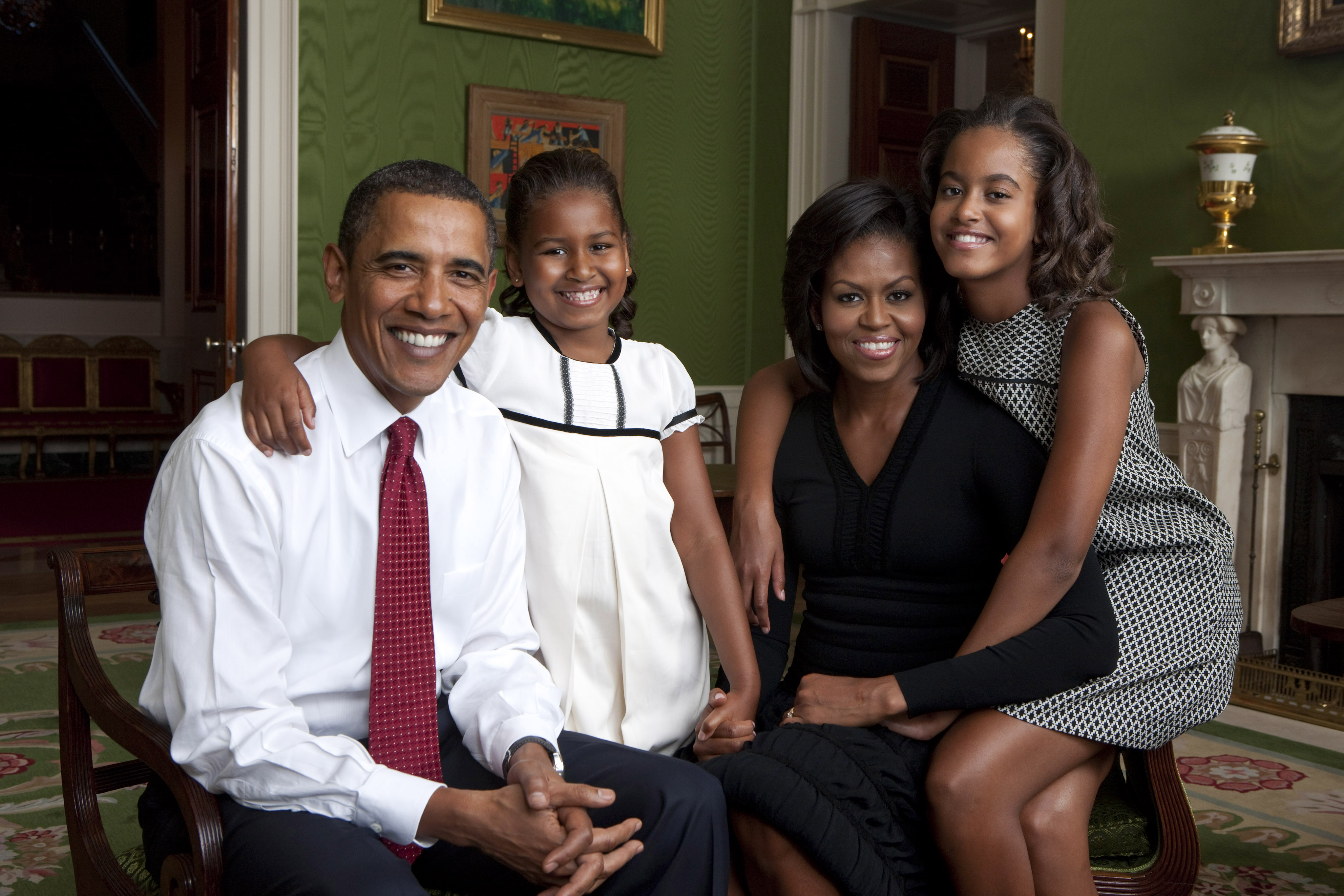
Familie Obama, fotografiert von Annie Leibovitz im grünen Raum des Weißen Hauses, Washington, 2009

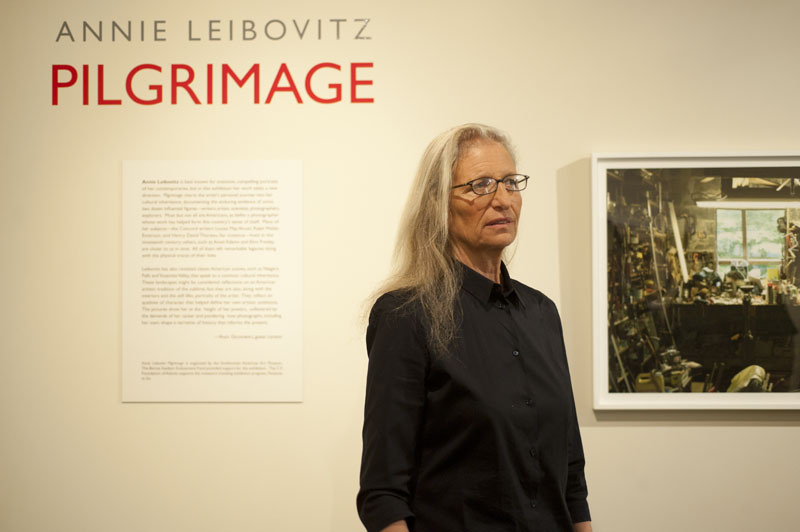
Ausstellung Pilgrimage im Concord Museum, Massachusetts, 2012

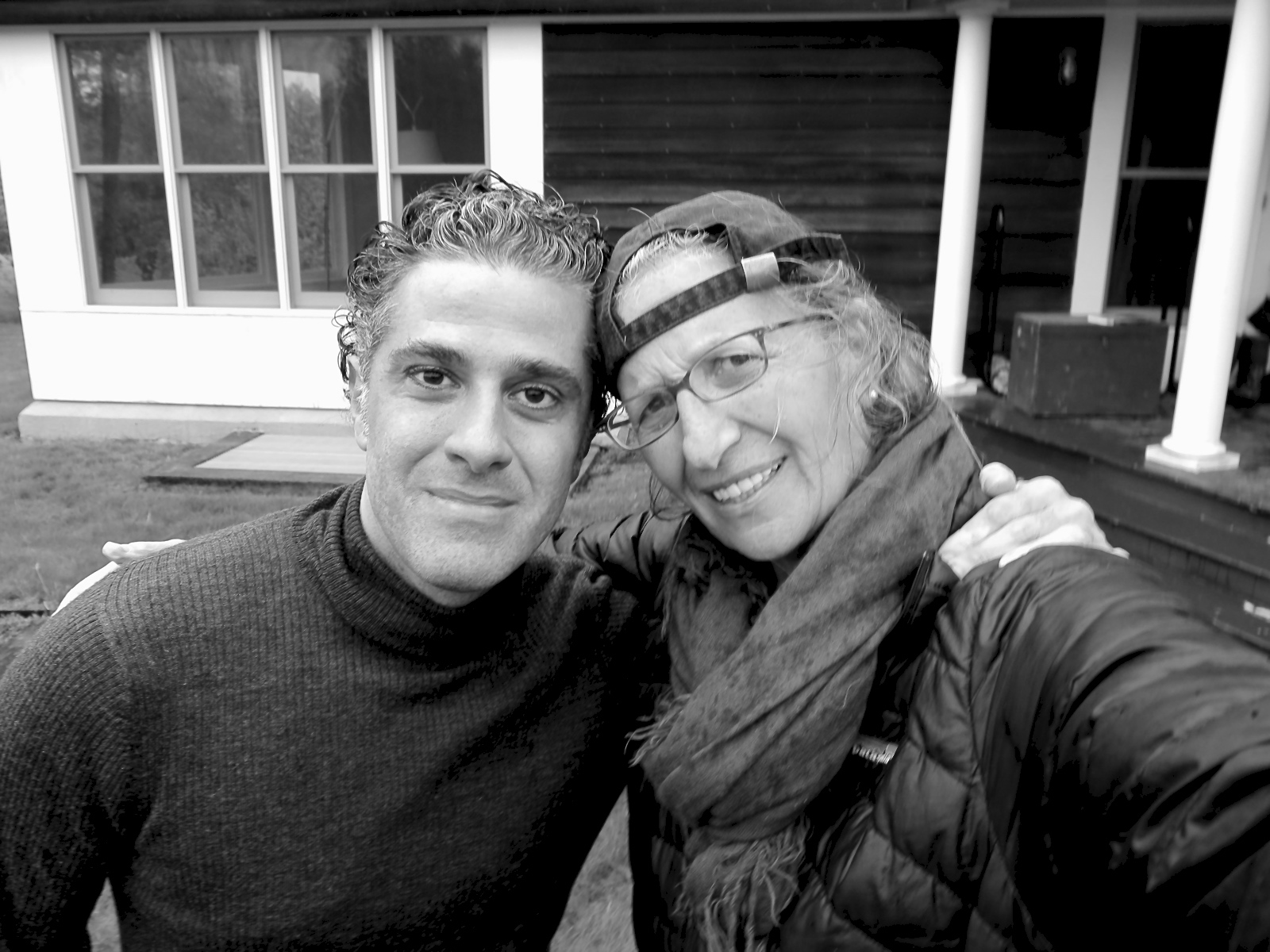
Schwarzweiss-Selfie mit Marco Anelli und Annie Leibovitz, 2013

Annie Leibovitz wurde als drittes von sechs Kindern einer jüdischen Familie geboren. Ihr Vater Samuel Leibovitz (1914–2005) diente als Offizier (Oberstleutnant) in der US Air Force. Ihre Mutter Marilyn Edith Leibovitz, geborene Heit (1923–2007), arbeitete als Tänzerin und Tanzlehrerin für Modern Dance. Wegen der häufigen Versetzungen ihres Vaters ergab es sich, dass sie ihre ersten Fotos auf den Philippinen aufnahm, wo ihr Vater während des Vietnamkrieges stationiert war.
Leibovitz studierte ab 1967 Malerei und Fotografie am San Francisco Art Institute, um Kunstlehrerin zu werden. Ihre ersten Aufnahmen waren Reportagen mit einer 35-mm-Kleinbildkamera. Das Studium zweier Bände zur Dokumentarfotografie von Robert Frank und Henri Cartier-Bresson hat ihre Arbeit sehr geprägt. Aufgrund einer Empfehlung ihres Freundes übergab sie 1970 ihre Fotomappe dem Art Director des Musikmagazins Rolling Stone. Der Herausgeber Jann Wenner war davon so beeindruckt, dass er Leibovitz sofort einstellte. Nach dem Erwerb des Bachelor of Fine Arts 1971 arbeitete sie für den Rolling Stone von 1973 bis 1981 als Cheffotografin.
Ihre besondere Herangehensweise bestand darin, mit den jeweiligen Musikern für zwei bis drei Tage den Alltag zu teilen, um dabei entspannte und vertrauliche Aufnahmen machen zu können. Sie wollte ein „Teil des Ganzen“ werden und bei ihren Aufnahmen nicht auffallen. Zu ihren Vertrauten zählte auch der Underground-Schriftsteller Hunter S. Thompson, sie schätzten einander wegen ihrer unbezähmbaren und ungezügelten Lebenseinstellung.
1975  begleitete sie als Fotografin die Band The Rolling Stones auf ihrer Konzerttournee und wurde dabei drogensüchtig. 1978, nach dem Umzug der Rolling-Stone-Redaktion in die Zentrale nach New York in die Fifth Avenue wurde die einflussreiche Grafikdesignerin und künstlerische Leiterin Bea Feitler ihre Mentorin. 
Sie entwickelte nun vor jeder Aufnahme ein Konzept, eine meist einfache Bildidee, die sie mit den zu Porträtierenden im Vorfeld besprach. Feitler empfahl Leibovitz, neben dem Rolling Stone auch für eine andere Zeitschrift zu arbeiten. So beteiligte sie sich 1981 an der Gründung des US-Magazins Vanity Fair. In einer Klinik therapierte sie erfolgreich ihre Kokainsucht. 1983 wurde sie Cheffotografin von Vanity Fair und verließ den Rolling Stone. Neben inszenierten Porträts und Aktaufnahmen (u. a. John Lennon, Bette Midler, Demi Moore, Whoopi Goldberg, Lyle Tuttle.) arbeitete Leibovitz zunehmend auch in der Reportage und der Werbung.
Zu ihren bekanntesten Fotografien gehören die Bilder von John Lennon und Yoko Ono wenige Stunden vor Lennons Ermordung sowie die Aktfotos der Schauspielerin Demi Moore während ihrer Schwangerschaft und mit einem Bodypainting im Jahr darauf. 2005 wählten Verleger und Artdirektoren der USA die 40 besten Titelblätter aus, Platz 1 belegte Leibovitz’ Lennon/Ono-Titelbild und Platz 2 ihre Aufnahme mit der schwangeren nackten Demi Moore. Viel beachtet wurden ihre Kampagnen für American Express (1987), Dove (2006) und die Modefirma Gap (1988). 1996 gab Leibovitz einen Band mit Sportlerporträts heraus, 2000 und 2016 fotografierte sie für den Pirelli-Kalender.
1988 lernte Annie Leibovitz die Publizistin Susan Sontag kennen. Die Liebesbeziehung mit ihr hielt bis zu Sontags Tod im Jahr 2004. Mit 51 Jahren brachte Leibovitz eine Tochter (* 2001) zur Welt und erklärte, dass der Vater ein fremder Samenspender sei. 2005 bekam Annie Leibovitz noch Zwillinge mit Hilfe einer Leihmutter.
Im August 2009 wurde bekannt, dass sie eine hohe Schuldenlast angehäuft hatte. Sie wurde von der Firma Art Capital Group, die ihr einen Kredit über 24 Millionen US-Dollar gewährt hatte, wegen Vertragsbruches verklagt. Wäre es zum Prozess gekommen und hätte sie ihn verloren, hätte ihr die Versteigerung ihrer gesamten künstlerischen Sammlung und ihres Immobilienbesitzes gedroht, darunter drei historische Stadthäuser in Greenwich Village. Am 8. September 2009 konnte sie ein Schuldenmoratorium mit Art Capital aushandeln.

## Auszeichnungen
- 2006: Kommandeur des Ordre des Arts et des Lettres[15]

- 2013: Prinz-von-Asturien-Preis in der Sparte Kommunikation und Humanwissenschaften[16]

## Film
- Annie Leibovitz: Leben in Bildern. (OT: Annie Leibovitz – Life through a lens.) Dokumentation, USA, 2005, 79 Min., Regie: Barbara Leibovitz, Produktion: Thirteen, Wnet, AdirondackPictures, deutsche Erstausstrahlung: arte, 5. Juni 2009, Barbara Leibovitz ist Dokumentarfilmerin und begleitete ihre ältere Schwester bei der Arbeit.

## Veröffentlichungen
- A Photographer’s Life 1990–2005. Schirmer/Mosel, München 2006, ISBN 3-8296-0263-4.
- Sharon DeLano: Annie Leibovitz At Work. Aus dem Amerikanischen übersetzt von Ursula Wulfekamp und Tanja Handels. Schirmer/Mosel, München 2009, ISBN 3-8296-0382-7.
- Pilgrimage. Pilgerreisen zu den Kultorten der Welt. Mit einem Vorwort von Doris Kearne Goodwin. Schirmer/Mosel, München 2011, ISBN 978-3-8296-0552-6.
- Annie Leibovitz. Mit einem Begleitband mit Essays von Annie Leibovitz, Graydon Carter, Paul Roth und Hans-Ulrich Obrist. Taschen, Köln 2014, ISBN 978-3-8365-5237-0.
- Portraits 2005-2016. Bildband. Hrsg.: Sharon DeLano. Phaidon, London 2019, ISBN 978-0-7148-7513-2.